# RAW-Friedrichshain

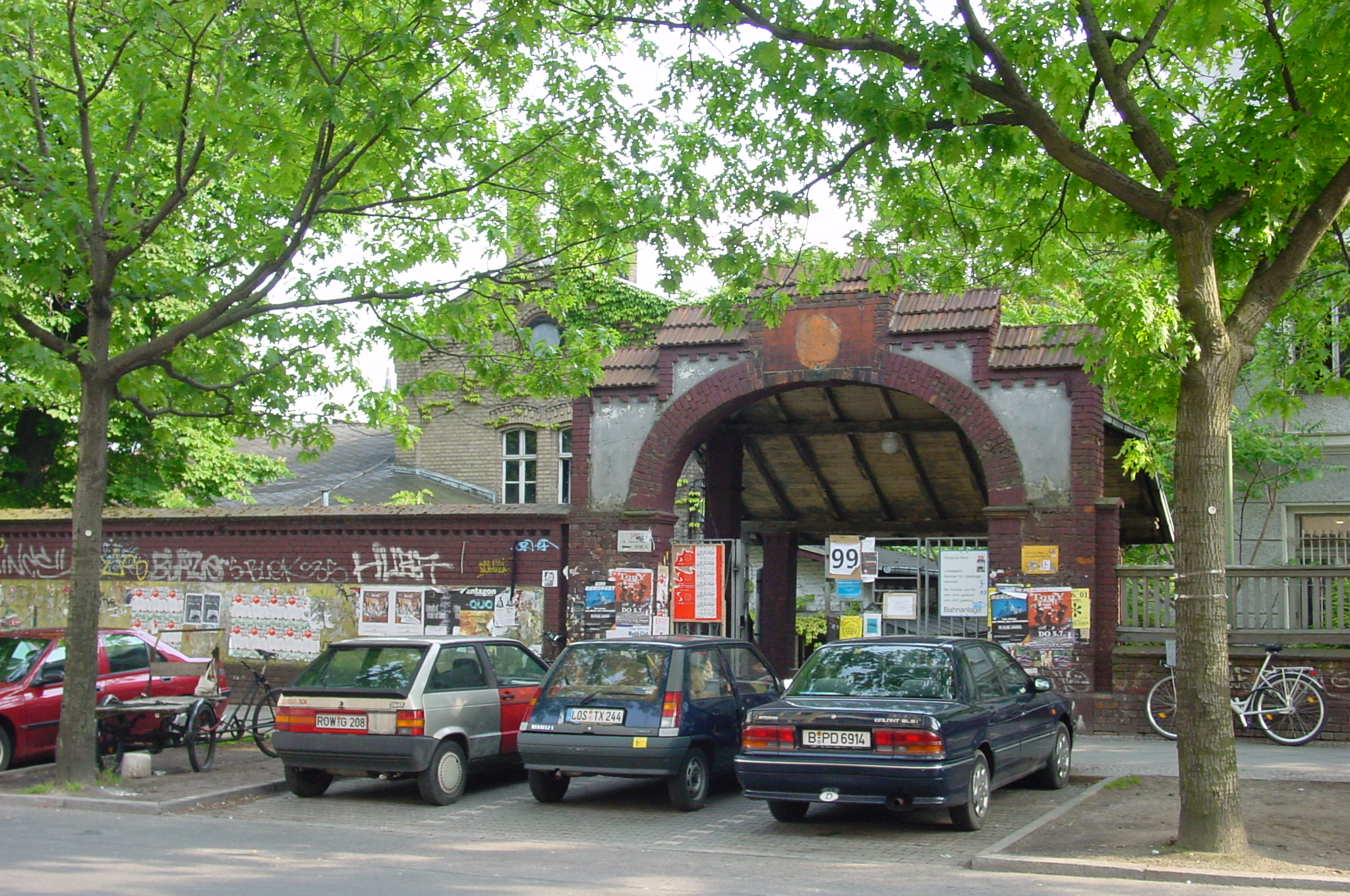
RAW-Gelände, Eingangstor 2011, 2018 durch Unwetter zerstört

Das RAW-Friedrichshain (vormals RAW-Tempel, auch RAW-Gelände) ist ein Kultur-, Sport- und Veranstaltungsgelände im Ortsteil Friedrichshain des Berliner Bezirks Friedrichshain-Kreuzberg.

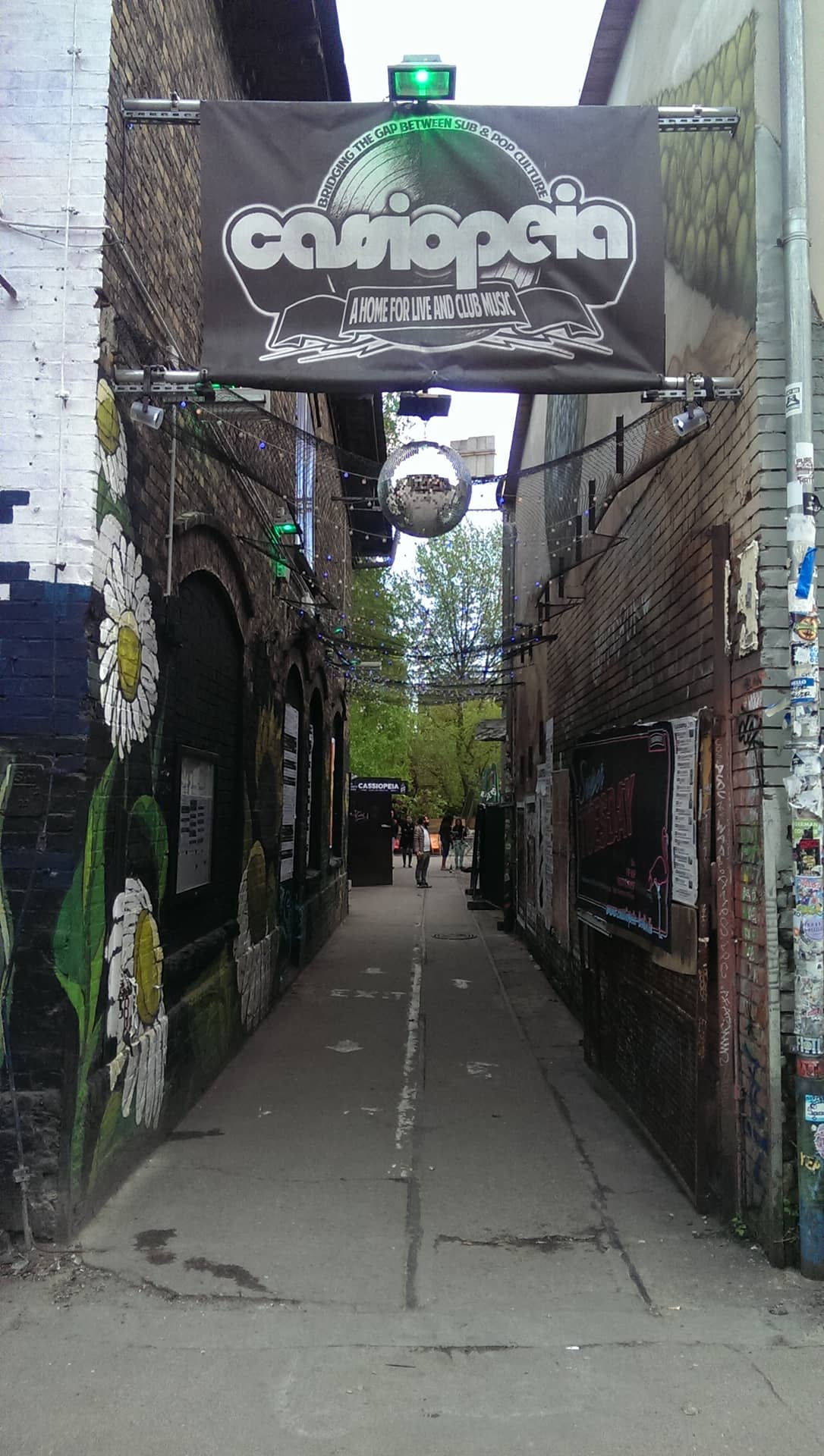
Club Cassiopeia, ältester Club auf dem Gelände

Das ehemalige Reichsbahnausbesserungswerk (Raw) Berlin nahe dem S-Bahnhof Warschauer Straße grenzt im Westen an die Warschauer Straße, im Norden an die Revaler Straße, im Osten an die Modersohnstraße und im Süden an die Trasse der Berliner Stadtbahn. Die fünf Tore des „letzten Berliner Freiraums“ sind rund um die Uhr geöffnet. Als selbstverwaltetes soziokulturelles Zentrum gehört es zu den Kunst-Institutionen Berlins.
Das RAW-Gelände ist die letzte große Industriebrache in Friedrichshain.

## Nutzung und Freizeitangebote
Heute ist der überwiegende Teil des Areals an verschiedene Kultur- und Sporteinrichtungen (Skaterhalle, Kletterkegel), Konzerthallen (Cassiopeia, Astra), Ateliers und Galerien (RAW ART, Kunstakademie Friedrichshain), Clubs (Lokschuppen Berlin, Weißer Hase, Urban Spree, Haubentaucher), alternativkulturelle Veranstaltungsorte (Zum schmutzigen Hobby, Emmapea, Crack Bellmer) und gastronomische Betriebe (Brauerei Schalander sowie diverse Imbisse) vermietet. Im Sommer erweitert sich das Angebot um ein Open-Air-Kino (Inselkino) und an Sonntagen finden Flohmärkte statt.
Die Skatehalle Berlin ist eine Indoor-Skatehalle, die im Winter 2004/2005 eröffnet wurde. Der Kinderzirkus Zack bietet – auch für Erwachsene – täglich Kurse wie Akrobatik und Clownerie an. Viele Werkstätten wie die Keramik-Werkstatt bieten Kurse an und die Akademie im Beamtenwohnhaus gibt Akt- und Porträtzeichenkurse. Die Radiosender BLN.FM und PIradio (Freies Radio) haben Studios auf dem RAW. Seit 2017 befindet sich der Verein Drop in e.V. auf dem Gelände, der interkulturelle Jugendarbeit durchführt.

## Struktur
Viele Häuser des RAW, vorwiegend die Atelier-Häuser, befinden sich in basisdemokratischer Selbstverwaltung. Das heißt, die Nutzer organisieren sich in Hausplena, welche wiederum in Delegiertenversammlungen und Arbeitskreisen zusammenkommen.
2018 schlossen sich Künstler, Sportstätten, Kulturvereine und alternative Gastronomie-Betriebe im sogenannten „soziokulturellen L“ zusammen und gründeten die RAW Kultur L e.G. Die Genossenschaft vertritt die Nutzer nach außen, organisiert unter anderen den Tag der Offenen Häuser und führt Jubiläen und Kooperationen durch.
Die auf dem Gelände befindlichen Clubs Haubentaucher, Suicid Circus, Astra, Urban Spree, Badehaus, Weißer Hase und Friedrichshain werden von Privatpersonen betrieben, die sich bisher nicht an der Selbstverwaltung beteiligen.
Das RAW ist seit 1994 Privatgelände und teilt sich aktuell unter vier Eigentümern auf.

## Geschichte

### 1867 bis 1967
Das Reichsbahnausbesserungswerk Berlin an der Warschauer Straße war seinerzeit der älteste Betrieb in Friedrichshain. Lediglich die westliche Begrenzung des Grundstücks reicht an die Warschauer Straße heran. Die Hauptgebäude des Werkes lagen dabei südlich der Revaler Straße. Eröffnet wurde der Betrieb am 1. Oktober 1867 als „Königlich-Preußische Eisenbahnwerkstatt Berlin II“ der Königlichen Direktion der Ostbahn in Bromberg (heute Bydgoszcz).

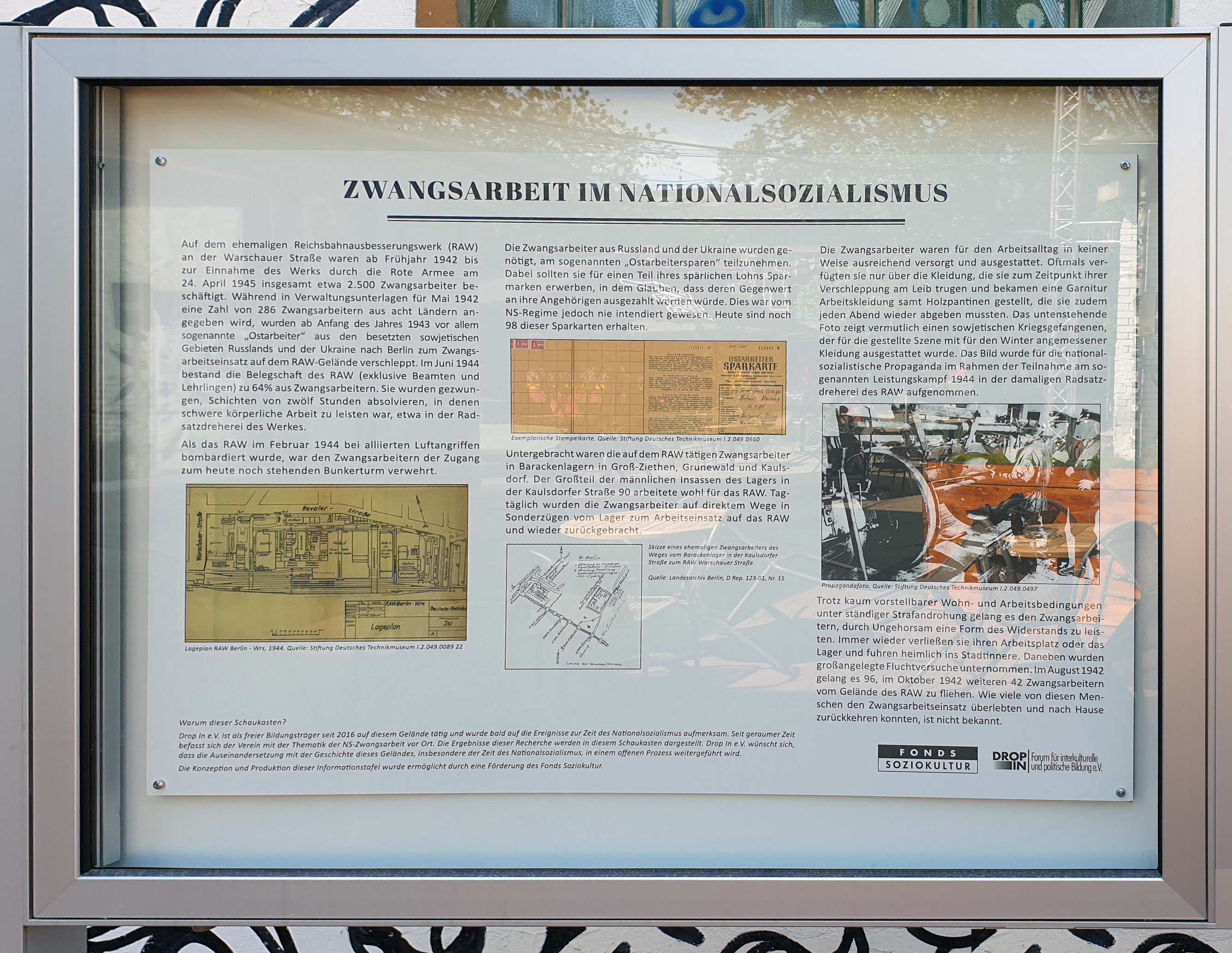
Gedenken an die Zwangsarbeiter auf dem RAW-Gelände

Die Königliche Ostbahn führte damals über Königsberg (Ostpreußen) bis zur russischen Grenze und hatte ihren westlichen Endpunkt im alten Ostbahnhof (nicht zu verwechseln mit dem heutigen Berliner Ostbahnhof, ursprünglich Frankfurter Bahnhof) am Küstriner Platz, dem heutigen Franz-Mehring-Platz. Der Betrieb diente der Instandhaltung von Lokomotiven sowie Personen- und Güterwagen, zuletzt vornehmlich von Kühlwagen. Die Anzahl der hier angestellten Arbeiter erreichte bereits nach wenigen Jahren 600 Personen und der Betrieb wurde entsprechend ausgebaut. Ein weiterer Ausbau erfolgte 1882 nach Eröffnung der Stadtbahn, die Beschäftigtenzahl stieg auf 1200 Angestellte. Mit der Bildung der Deutschen Reichseisenbahnen nach Ende der Novemberrevolution 1919 erhielt das Areal den Namen Reichsbahnausbesserungswerk, kurz RAW – das Kürzel hat sich bis heute gehalten.
Während der NS-Zeit waren auf dem RAW-Gelände 2000 Zwangsarbeiter eingesetzt.

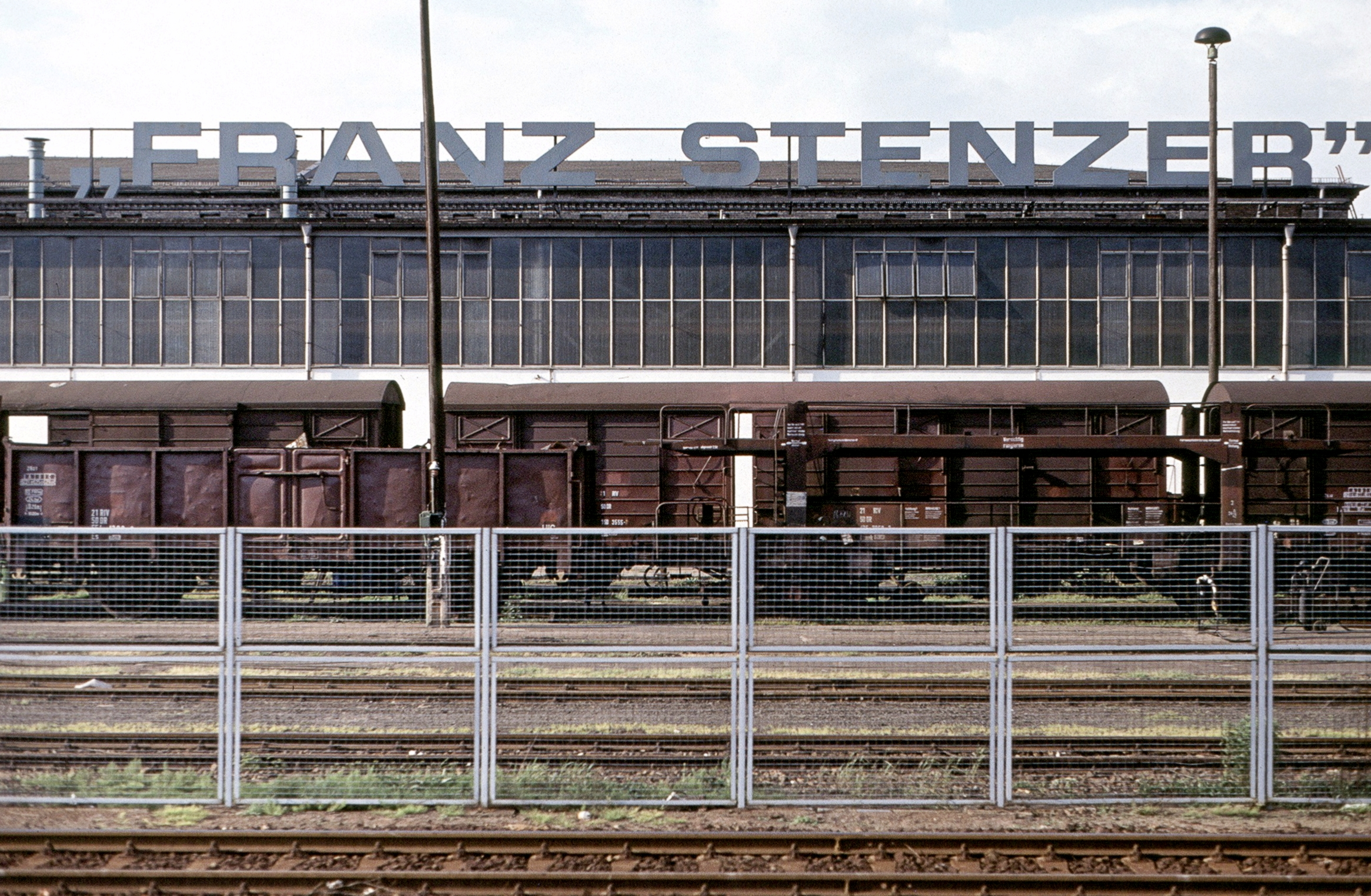
Raw Franz Stenzer, 1991

Am 14. Oktober 1967 erhielt das Werk zum 100-jährigen Jubiläum den Namen des während der NS-Zeit ermordeten bayerischen Kommunisten Franz Stenzer und wurde so zum Raw „Franz Stenzer“.

### Stilllegung bis 1995
Am 31. Oktober 1991 wurde die schrittweise Stilllegung des Werks aufgrund der „gestiegenen Reparatur- und Wartungskapazitäten im wiedervereinigten Deutschland“ bis 1995 verkündet und durchgeführt.

### Nutzung 1995–2015

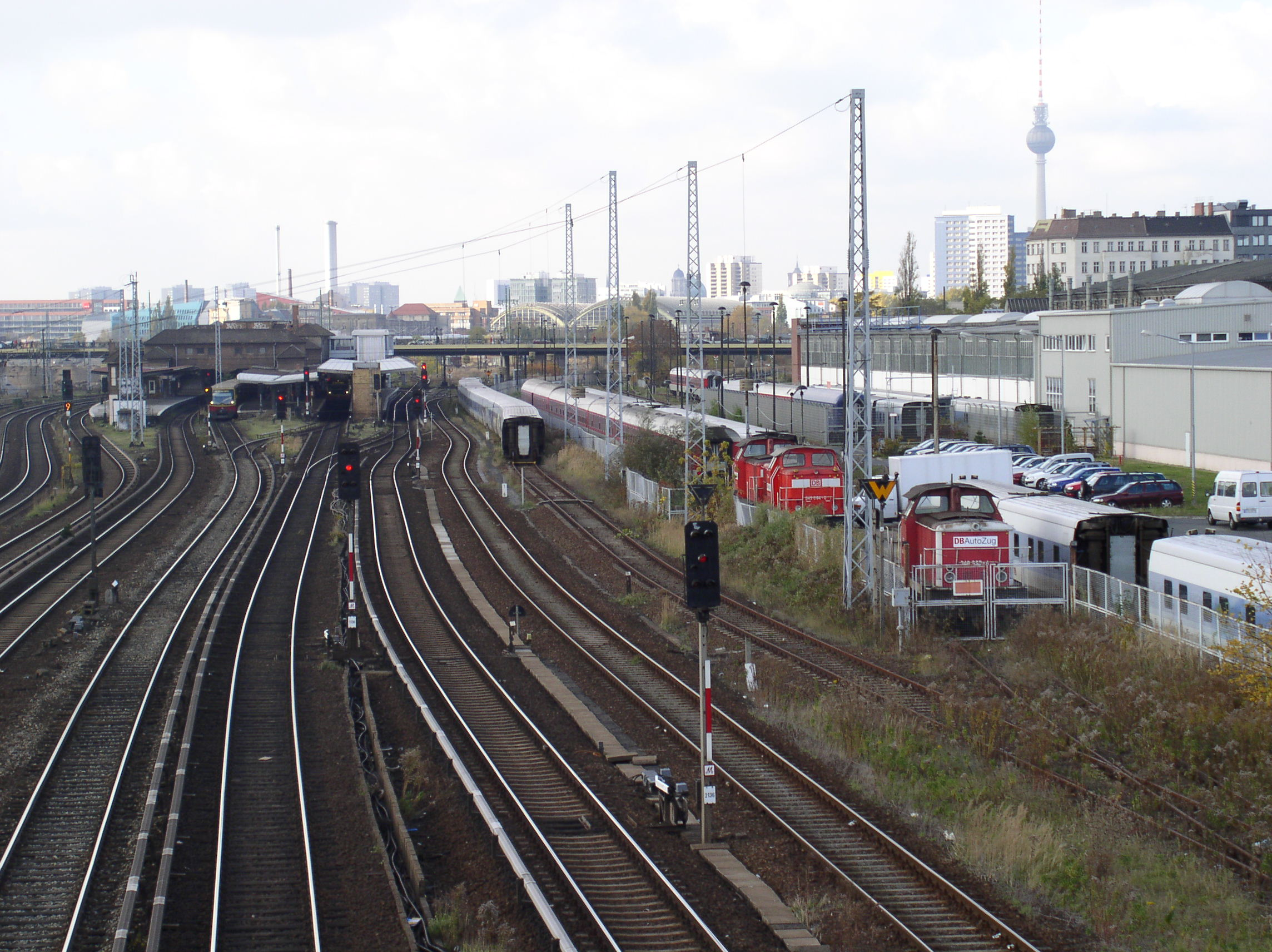
Talgo-Werkstatthalle und S-Bahnhof Warschauer Straße (Blick von der Modersohnbrücke)

Die Farbgebungshalle wurde erweitert und seit 1995 vom internationalen spanischen Schienenfahrzeugunternehmen Talgo zur Restaurierung von Talgo-Nachtzügen verwendet. Sie bietet 100 Beschäftigten Arbeit.
Ab 1999 ist die ersten Präsenz von Künstlern auf dem Gelände belegt. In dem Jahr gründete sich der RAW Tempel e. V. mit dem Ziel, „einen Freiraum soziokultureller Nutzung inmitten einer europäischen Metropole zu gestalten, in dem sich individuelle Selbstverwirklichung mit dem solidarischen Handeln für ein Gemeinwesen verbindet.“
Die Bahntochter Vivico Real Estate GmbH übernahm die Geländeverwaltung für die DB. Der Zweck des Unternehmens ist die Veräußerung stillgelegter Bahnliegenschaften. Einige Gebäude wurden zwischen 1999 und 2015 an den Friedrichshainer Kulturverein RAW-tempel e. V. durch einen Generalmietvertrag vermietet, der hier vor allem kulturelle Projekte durchführte. Der Verein versuchte mehrmals, einzelne Gebäude von Vivico zu kaufen, jedoch verkaufte diese das Gelände für 4 Millionen Euro an die R.E.D. BERLIN Development GmbH um Klaus Wagner und seine isländischen Partner. Im Frühjahr 2015 meldet der RAW-tempel e. V. Insolvenz an.
Seit 2007 kam es zu mehreren Eigentümerwechseln. Aktuell teilt sich das Gelände in vier Eigentümer: Der westliche Abschnitt (circa zwei Drittel, ca. 52.000 m²) gehört der Göttinger Immobilienfirma Kurth Immobilien GmbH, ein kleineres zentrales Stück der Sewan Verwaltungs GmbH von Peter Mast und Frank Trenkle und der östliche Teil der International Campus AG aus München. Der Streifen von Talgo befindet sich im Süden.

### Nutzung seit 2015
Seit der Insolvenz des RAW Tempel e. V. 2015 als Generalmieter schließen die Nutzer von Flächen ihre Mietverträge direkt mit den jeweiligen Eigentümern.
Heute ist der überwiegende Teil des Areals an verschiedene Kultur- und Sporteinrichtungen, Künstlerateliers, Konzerthallen und Liveclubs, Galerien, Clubs und gastronomische Betriebe vermietet (siehe #Liste von Nutzern des RAW-Friedrichshain). Sonntags findet regelmäßig ein Flohmarkt statt.
Ab 2022 soll das Gelände weitgehend um- und ausgebaut werden. Vieles vom Altbaubestand soll erhalten bleiben, hier gilt 30 Jahre Bestandsschutz. Aber auch neue Gebäude sind geplant. Dafür wurden vier Architekturbüros ausgewählt: Ortner&Ortner Baukunst Gesellschaft von Architekten mbH, Holzer Kobler Architekturen und Cobe/MVRDV aus Berlin sowie Astoc Architects and Planners aus Köln.

## Konflikte und Kritik

### Lärm und Grünflächen
Die Anwohner-Initiative Die Anrainer setzt sich aktiv für Lärmschutz und für neue Grünflächen ein sowie für den Erhalt der kulturellen und sportlichen Angebote zur Tageszeit und eine weniger intensive Nutzung in der Nacht. Sie sprechen sich auch für den Erhalt der günstigen Ateliers aus. Im Oktober 2014 machte die Initiative eine Anwohnerumfrage mit 1029 Befragten, von denen 92 % die Bebauungspläne des Investors ablehnten.

### Kriminalität
Medien berichten über das RAW-Gelände oft im Zusammenhang mit dem Drogenhandel im Görlitzer Park. Die unsichere Zukunft des Geländes verhinderte lange Zeit ein Sicherheitskonzept für das gesamte Gelände. Meistens ist nur ein Security-Mitarbeiter vor Ort.
2015 erreichte die Kriminalität auf dem Gelände ihren statistischen und dramatischen Höhepunkt, als ein Freund der Sängerin der Band Jennifer Rostock bei einem Raubüberfall verletzt wurde. Der Konflikt betrifft ebenso die zu kleine Warschauer Brücke und die Tourismus-Meile um die Simon-Dach-Straße. Seit Ende 2015 ist die Kriminalität wieder rückläufig. Eine Petition der Anrainer für die „Konsequente Bekämpfung des Drogenhandels rund um das RAW-Gelände in Berlln-Friedrichshain“ unterzeichneten 3000 Menschen zwischen 2016 und 2018.

### Investoren

#### Isländische und deutsche Investorengruppe
Die isländisch-deutsche Investorengruppe Real Estate Development Berlin GmbH (R.E.D.) kaufte das Gelände – ohne die Talgo-Werke – von der Bahntochter Vivico für 4 Millionen Euro, versprach „grüne Neubauten“ und versuchte, ein Fair-Trade-Zentrum zu errichten. Die Pläne scheiterten am Widerstand des Bezirks, der Nachbarn und der Nutzer, nachdem Pläne für Hochhäuser bekannt wurden. Wagner verkaufte das Gelände bis auf einen kleinen Teil um das Badehaus.

#### International Campus AG
Im Oktober 2015 wurde bekannt, dass der östliche Teil des Areals an die International Campus AG aus München verkauft wurde, die dort Studentenwohnungen errichten möchte. Der Bezirk schloss eine solche Nutzung jedoch bereits vor dem Kauf aus. Die IC meldet auf ihrer Internetseite, sie würden „Grundstücke in Zentraleuropa“ kaufen. Seit 2018 gehört dem kanadischen Immobilienfond Brookfield Asset Management Inc. die Mehrheit an der IC. Es finden bereits Abrissarbeiten statt und es gibt Pläne für private Schulen und Kitas und ein Schwimmbad (Stand Oktober 2019). Dafür erwarten die Investoren, von bis zu 10 Stockwerken Neubau. Auf dem Teil des Geländes befanden sich die Clubs Neue Heimat und Mikz.

#### Kurth

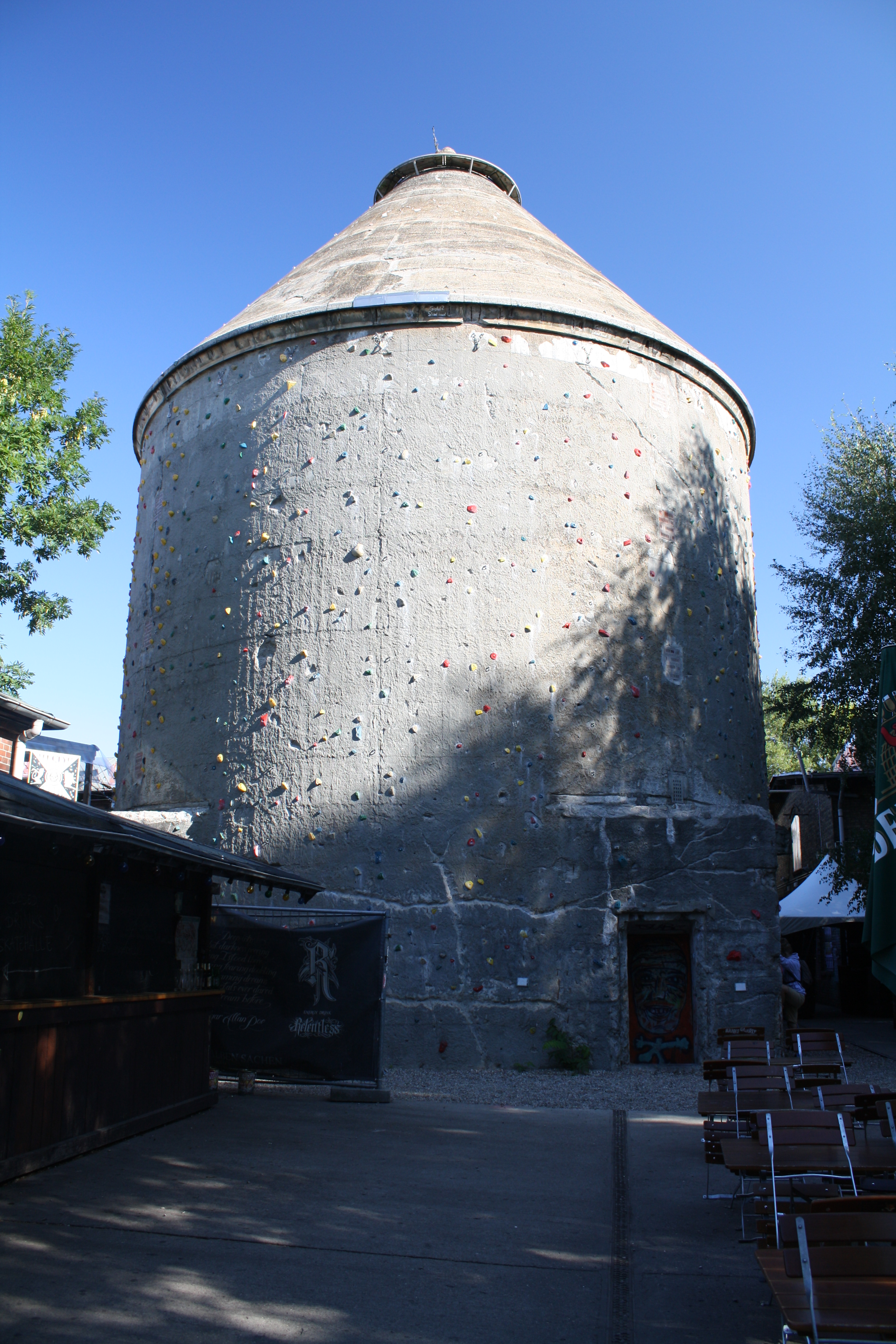
Früherer Hochbunker, heute Kletterwand „Der Kegel“

Ebenfalls 2015 wurde der größere westliche Teil an die Kurth-Gruppe aus Göttingen für (unbestätigte) 20 bis 25 Millionen Euro verkauft. Der Bebauungsplan der Immobilienfirma mit Neubauten scheiterte bisher am Widerstand des Bezirks, der Anwohner und der Nutzer. Nachdem zum Kauf angekündigt wurde, die „Kiezkultur“ zu erhalten, wurden später Pläne mehrerer Hochhäuser bekannt. Zur Einigung wurden 2018 vom Bezirk Dialogwerkstätten durchgeführt, in denen der „Investorenfamilie“ nahegelegt wurde, mindestens einen Teil, das denkmalgeschützte Ensembles (das sogenannte „Kulturelle L“) einer Kulturstiftung zu verkaufen. Der Friedrichshainer Stadtplaner Carsten Jost berichtet auf seiner Webseite, dass die als „Beteiligungsverfahren“ angekündigte Dialogwerkstatt gescheitert sei und unter anderen sogar der ehemalige Bürgermeister Schulz (Grüne) den Prozess verlassen hätte. Es gäbe bis heute keinen Beleg dafür, dass eine Bebauung für den kostendeckenden Betrieb des RAW nötig wäre. Der Bezirk hätte die Planungshoheit auf dem Gelände. Die Grünen Kreuzberg, die stärkste Fraktion in Friedrichshain-Kreuzberg, stellen Anträge um die Mieter von den Bauvorhaben der Investorengruppe zu schützen. Schon beim von Kurth Immobilien angeregten Verfahren 2015 entschlossen sich die Akteure, eigene Ideen für das Gelände zu entwickeln.

### Denkmalschutz
Die Gebäude entlang der Revaler Straße stehen unter Ensemble-Schutz Lediglich der beliebte Kletterkegel, einer der 200 zwischen den Weltkriegen in Deutschland errichteten ehemalige Hochbunker der Bauart Winkel, ist ein Baudenkmal. Eine Initiative versucht 2019 bei dem Bezirksparlament (BVV) mit einem Anwohnerantrag mit dem Wortlaut „RAW als städtebauliches Erhaltungsgebiet sichern!“. Dafür wurden bis April 2019 über 5000 Unterschriften gesammelt. 1000 waren nötig. Laut der Erklärung der Initiative wäre von den Investoren „eine Transformation geplant, die in der Gesamtbetrachtung die städtebauliche Funktion des RAW ignoriert – nämlich das RAW als innerstädtischer Freiraum für Kultur, für Freizeit, Erholung und lokales Gewerbe.“ Die städtebauliche Erhaltungsverordnung nach § 172 BauGB schützt „die städtebauliche Eigenart aufgrund der städtebaulichen Gestalt“, im weitesten Sinne also Milieuschutz für Häuser und Freiflächen, inklusive Vorkaufsrecht für den Bezirk.

## Geplante Bebauung
Die Initiative RAW-Kulturensemble hatte 2013 auf diesem Weg bereits erfolgreich die Bebauung mit Wohnungen auf dem gesamten Gelände untersagen lassen.
Weil die aktuellen Eigentümer bauen wollen, fanden im Jahr 2018 mehrere sogenannte „Dialogwerkstätten“ zur Zukunft des Geländes statt. Auf Grundlage dieses sogenannten Bürgerbeteiligungsverfahrens sowie direkter Gespräche zwischen den derzeitigen Nutzern und Eigentümern wird ein B-Plan-Verfahren für 2019 vorbereitet. In den Verhandlungen ist die GSE g.GmbH im Gespräch, die vom Berliner Senat unter anderen den Auftrag hat: „Die Bereitstellung und Sicherung von Arbeitsstätten und Ateliers für bildende Künstlerinnen und Künstler im Rahmen des Anmietprogrammes des Landes Berlin“. Auf ihrer Internetseite steht bereits: „Die GSE gGmbH wird Generalmieterin des Soziokulturellen L auf dem RAW-Gelände in Berlin-Friedrichshain.“

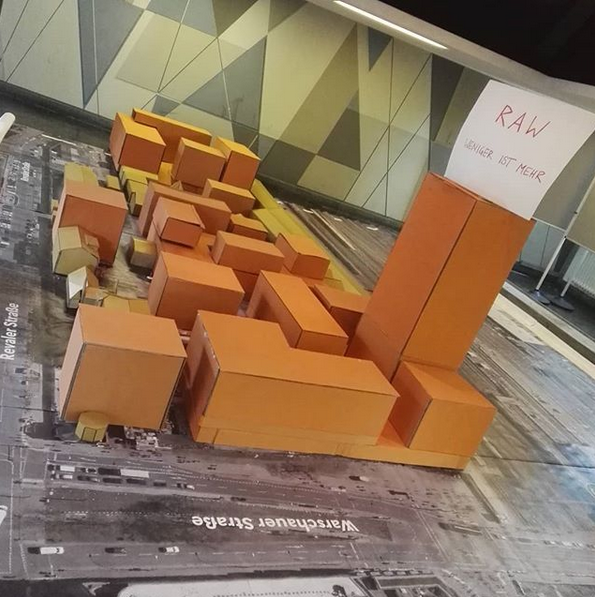
Modell einer möglichen Bebauung des RAW. Zum Größenvergleich: Das kleine Oktogon an der Ecke Revaler und Warschauer Straße wird gegenwärtig als Dönerbude genutzt.

Die BVV Friedrichshain-Kreuzberg beschloss am 5. Juni 2019 mit geschlossener Mehrheit von Grünen, SPD und CDU und der Hälfte der Linken, mit geschlossener Gegenstimme der Partei die Erstellung eines umstrittenen Bebauungsplans. „Gleichzeitig lehnte sie den von der Initiative RAW Kulturensemble initiierten Einwohnerantrag ebenfalls deutlich ab. Der hatte vor allem gefordert, das Gelände als Erhaltungsgebiet zu sichern.“ Die derzeitigen Nutzer sprachen sich in der Sitzung für den Kompromiss aus, da er den Erhalt ihres Nutzungsteils (17.000 m² von insgesamt 51.000 m²) des Areals für 30 Jahre sicherstellt. Neutrale Beobachter wie Anwohner-, Mieter- und Stadtteil-Verbände gehen angesichts der auslaufenden Mietverträge von Erpressung aus.
Die Bebauung sieht circa 150.000 Quadratmetern Baumasse vor, ein Faktor von 2,9, also fast das Dreifache der 52.000 Quadratmeter Grundfläche. Lediglich die denkmalgeschützten Gebäude sollen erhalten bleiben. Wie die Gewerbeflächen genutzt werden, wurde nicht festgehalten.
Im Oktober 2019 bekannt wurde bekannt, dass Amazon den geplanten Büroturm Edge East Side Tower schräg gegenüber dem RAW mieten will. Baustadtrat Florian Schmidt (Grüne) prüfte den Bau kurz vor Baubeginn. Wenige Tage später, am 19. Oktober 2019, schrieb die Morgenpost, dass die Kurth Immobilien ein Haus auf dem RAW-Gelände für die Film-Branche herrichten will. Am 1. April 2019 bereits eröffnete die Firmengruppe aus Göttingen, der 20 Gesellschaften gehören, in der aufwändig renovierten Radsatzdreherei das House of Music u. a. für Bandproberäume, die stundenweise vermietet werden. Internationale britische, US-amerikanische und japanische Unternehmen gehören zu den festen Mietern, sowie das Musicboard Berlin.
Ein Hochhaus von bis zu 100 Meter Höhe ist auf dem RAW geplant.
Die Planungsagentur von Carsten Joost, Architekt und früherer Mitorganisator der „Mediaspree versenken“ – Kampagne hat alternative Pläne entworfen, die sowohl tragfähig wären als auch den Wünschen der Nutzer und Anwohner gerecht würden.
Vertreter der hauptstädtischen Kreativwirtschaft kritisieren die Bauvorhaben scharf. Die Berliner Clubcommission redet von „Clubsterben“ und bemängelt mangelnde Planungssicherheit für Clubkulturschaffende. In ihrer Studie “Clubkultur Berlin” vom Oktober 2019 gaben die Clubbetreiber an, der Schutz vor Verdrängung wäre die wichtigste Forderung der Berliner Clubbetreibenden.
Die Koalition der freien Szene mahnt in einem offenen Brief im Mai 2019 den Regierenden Bürgermeister von Berlin eine „Verschleppung des Raumproblems“ an.

## Liste von Nutzern des RAW-Friedrichshain
Zum Soziokulturellen L (SKL) zählen die Häuser und Projekte BWH, SGL, VWG, FIVE-O, Ambulatorium, Crack Bellmer, Zum Schmutzigen Hobby und Emma Pea.
- Beamtenwohnhaus (BWH)
  - Akademie im Beamtenwohnhaus[60]
  - Keramikwerkstatt Schnörkelei[61]
  - Suppe und Mucke e. V.[62]
  - Vereinsräume des RAW/CC
    - Tempo-Raum[63]
    - Büro

  - berlin.fm
  - frische fotos[64]
  - Schädlich Design[65]
  - BLN.FM (bis 2019)[66]
  - Werkstatt Yvonne Klein[67]
  - Atelier Julia Oppenauer
- Verwaltungsgebäude (VWG)
  - Zum schmutzigen Hobby
  - Zappelkomitee / Fahrende Gerüchteküche[68]
  - Antje ØKlesund im Exil[69]
  - Schmuck-Werkstatt Tescual[70]
  - Maskenbildnerei Buntfink[71]
  - Intelligenzraum des Vereins RAW/CC[72]
- Stoff-und-Gerätelager (SGL)
  - Kinderzirkus Zack
  - Vuesch e. V.
  - Drop in e. V.
  - Emma Pea[73]
  - Crack Bellmer
  - Weißer Hase
  - Tune Up e. V.
- Eigentümergelände Mast+Trenkle
  - Szimpla Badehaus[74]
  - Berlin Strength
  - Khwan
  - Hotrod Tour
- FIVE-O
  - Cassiopeia
  - Nike SB Shelter (ehem. Skatehalle Berlin)[75]
  - Kuchenrausch RAW[76]
  - Freiluftkino Insel im Cassiopeia
  - Kletter Kegel
  - Boulder-Halle
- Ambulatorium
  - seit 2017 leerstehend
- Astra Kulturhaus
- Urban Spree
- Lokschuppen Berlin
- The Lighthouse of Digital Art
- noisy Rooms (Proberäume)
- Haubentaucher
- House of Music (Alte Radsatzdreherei)[77]
- Talgo Deutschland GmbH[78]
- weitere Orte
  - Privatbrauerei Schalander / Haus 9[79]

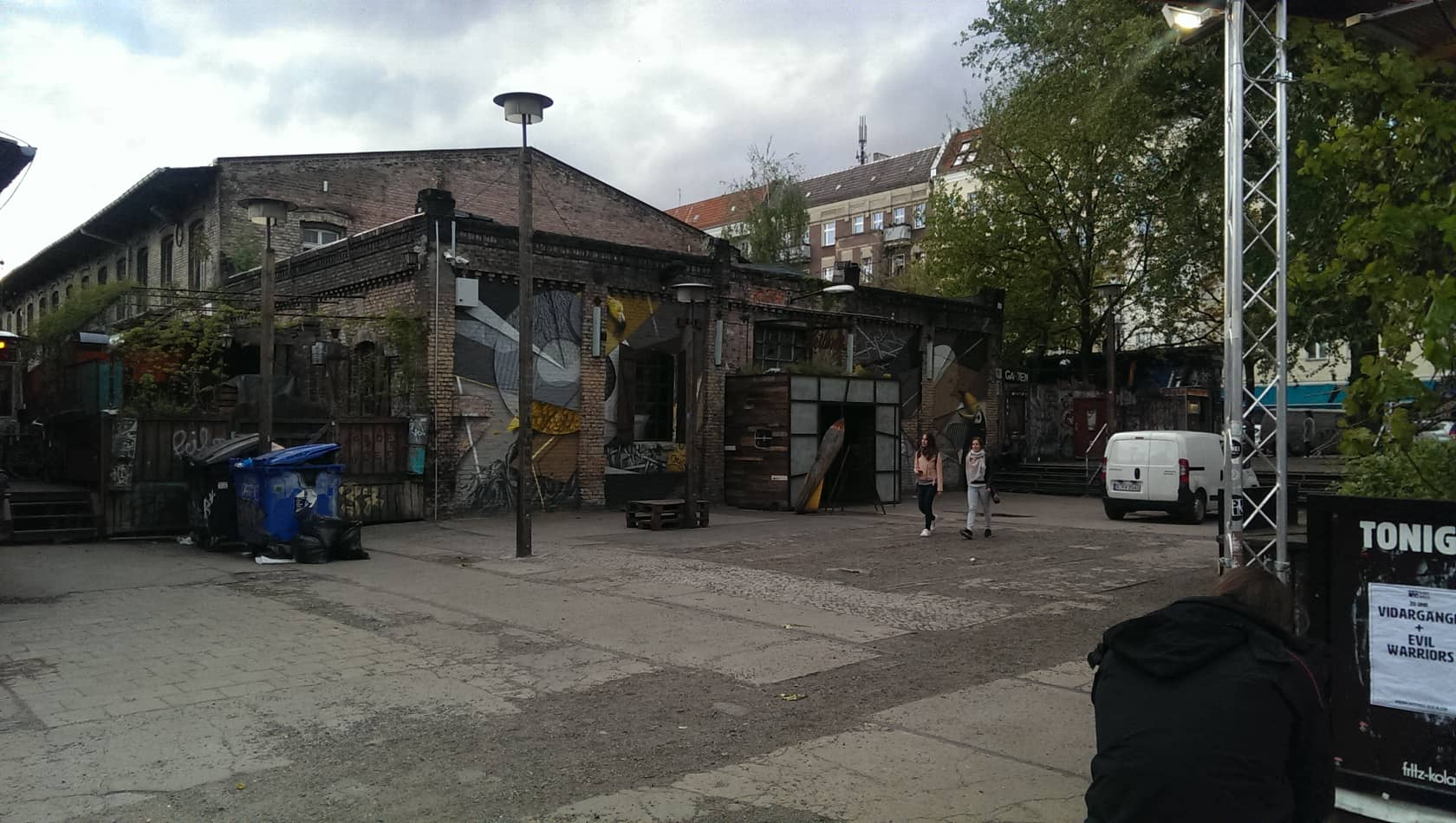
Crack Bellmer, Soziokulturelle Bar

  - Wollen Möbel Kaufen[80]

## Film
Die Regisseurin Louise Culot drehte eine Dokumentation über das 2009 schon stark umkämpfte RAW, welche unter anderem den ersten Preis des NoDogma Filmfestivals verliehen bekam, den dritten Platz bei Kiezkieken belegte und auf der Globale in Leipzig lief.